# Végvári Tamás (festő)
Végvári Tamás (Csorna, 1962. október 26. –) grafikus, festőművész.

## Életrajza
1962-től 1994-ig Hódmezővásárhelyen, 1994-től Szentendrén él. Művészcsaládból származik, szülei keramikus művészek voltak. A családi indíttatás révén a grafikai pályát választotta. 1984 óta hivatásszerűen fest. Tagja a Magyar Alkotóművészek Országos Egyesületének.
Olajképeit ecsettel és egyéb grafikai eszközökkel készíti, mindig újabb és újabb eljárásokkal, amiket részben és többnyire maga talál ki, és fejleszt tovább. Ezeknek a technikáknak nincs közük sem festékszóró eszközökhöz sem fotó vagy komputer által létrehozott felületekhez. Minden képét kézzel festi. Művészeti iskolái során számos nagynevű mestere volt, akik megtanították a szakma rejtelmeire, de az egyéni hang kialakításához a természet volt az egyik nagy tanítója. Ezért kezdő művészként kedvenc témái között szerepeltek fantázia virágok, halak, madarak, különböző organikus kompozíciók, melyek akár egy-egy újabb formatervei is lehetnének az evolúciónak. Néhány éve az emberábrázolás felé fordult az érdeklődése. A reneszánsz festők hagyományait követve teremt meg egy sajátos modernizált képi világot. Divatirányzatoktól, stílusoktól szándékosan elhatárolódik. Aprólékos precíz képkidolgozásai nem jellemzők a mai modern festészetre, bár saját megítélése szerint soha nem is vallotta magát festőművésznek. 2015 óta felhagyott az olajképek készítésével. Legújabb képeit grafittal készíti. A téma továbbra is a festészetében megkezdett útvonal.
2006 óta tagja a szentendrei IKON CSOPORT szépművészeti egyesületnek. 2008-ban vezetőségi taggá választották.
2012 óta feleségével Bozsó Zsuzsával rajz és grafikai szabadiskolát vezet Szentendrén.

## Mesterei
- Művészi grafika - Pölös Endre, Magos Gyula, Fritz Mihály.
- Reklámgrafika - Sándor Miklós, Szabó Endre, Tolvaly Ernő.
- Szemlélet és látásmód - Végvári Gyula.

## Egyéni kiállításai
- 1987 • Bernáth Aurél Terem, Kaposvár
- 1990 • Derkovits Terem, Budapest
- 1990 • Képcsarnok, Győr és Sopron
- 1994 • Csontváry Galéria, Budapest
- 1997 • Budapest Kongresszusi Központ, Budapest
- 1998 • Képcsarnok, Veszprém
- 1999 • Orczy Galéria, Budapest.
- 2000 • Céh Galéria, Szentendre
- 2004 • Hattyúház, Amerikai Klinika

## Csoportos kiállításai
- 1987 • Stadtische Galerie, Lienz
- 1993 • Beethoven évforduló, Alte Rathaus, Bonn
- 1998 • Vásárhelyi művészek, Budapest Kongresszusi Központ
- 2006 • Ikon csoport, Gaál Imre Galéria, Budapest
- 2007 • Ikon csoport, Duna Galéria, Budapest
- 2007 • Ikon csoport, Magyar Kultúra Alapítvány, Budapest
- 2008 • Ikon csoport, Váci Mihály Művelődési ház Veresegyháza
- 2009 • Ikon csoport, Rondella, Esztergom
- 2009 • Szentendrei Art Fesztivál
- 2010 • Ars Pannonica, Szombathely
- 2011 • Tavaszi Tárlat, Budapest Gaál Imre Galéria
- 2011 • Debreceni Nyári Tárlat
- 2011 • Viborg, (Dánia) Jesper Albek Dán festővel
- 2011 • Ikon csoport, Mária Magdolna Torony, Budai Vár – Szakrális művészetek hete
- 2011 • Ikon csoport, Leányfalu, Faluház
- 2011 • 58. Vásárhelyi Őszi Tárlat
- 2011 • Liszt pályázat, Budapest (II. díj)
- 2011 • Ikon csoport, ART Szakra kiállítás
- 2011 • Ikon csoport, Leányfalu Faluház
- 2012 • Tavaszi Tárlat, Pesterzsébet Gaál Imre Galéria
- 2012 • Groteszk 8. Kaposvár
- 2012 • Tömörkény Iskola 50 éves, Szeged (Vár)
- 2012 • Local Colour, Szentendre Művészet Malom
- 2012 • Karikatúra kiállítás, Szentendre Czóbel múzeum
- 2013 • Polgármesteri galéria, Szentendre, Ikon csoport
- 2013 • Szó, hang, kép, Ikon csoport, Budapest, Károlyi Zongoraszalon
- 2014 • Polgármesteri galéria, Szentendre, Ikon csoport
- 2014 • Szó, hang, kép, Budapest, Károlyi Zongoraszalon
- 2015 • Tavaszi Tárlat, Pesterzsébet Gaál Imre Galéria

## Alkotásaiból

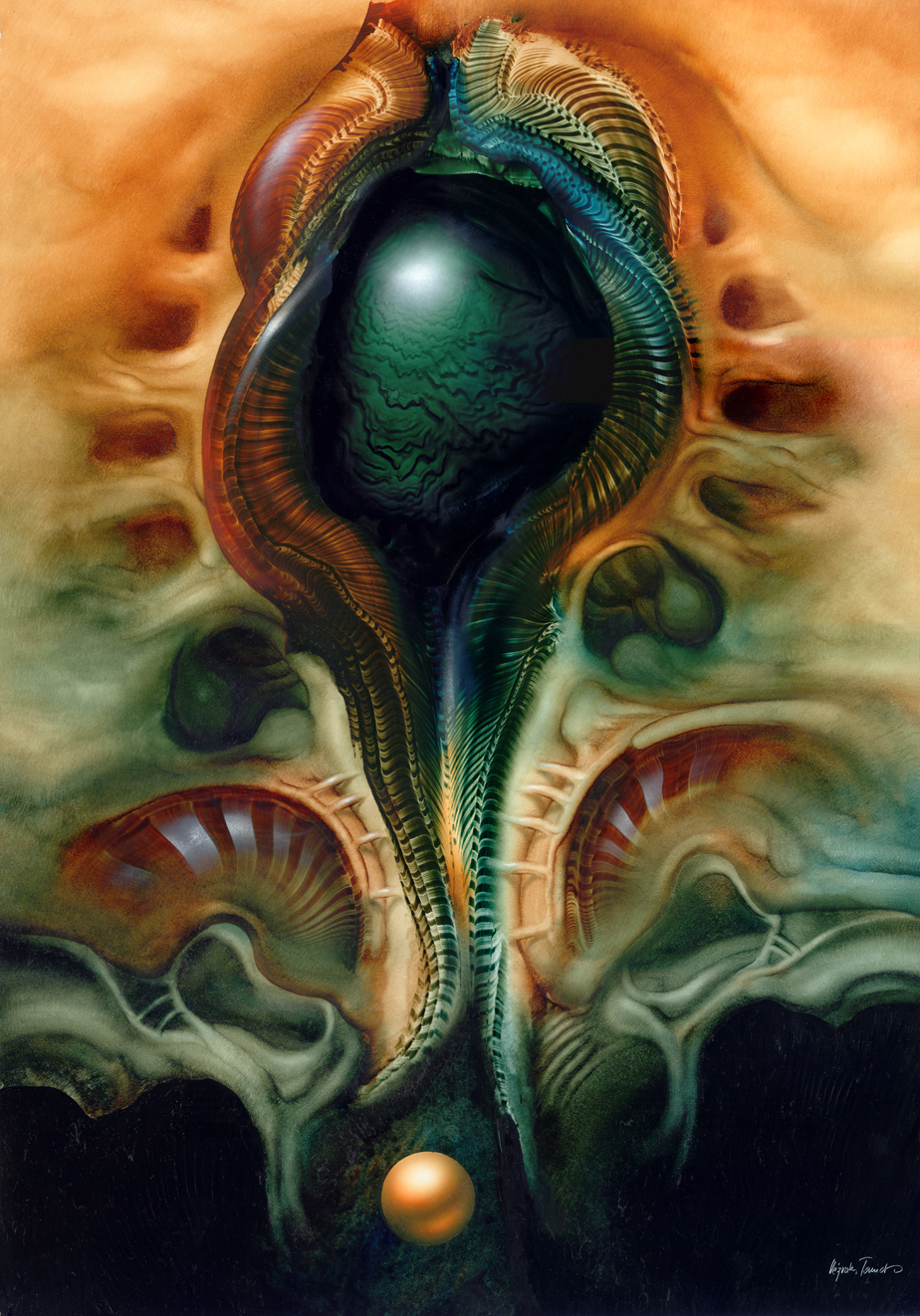
Parazita
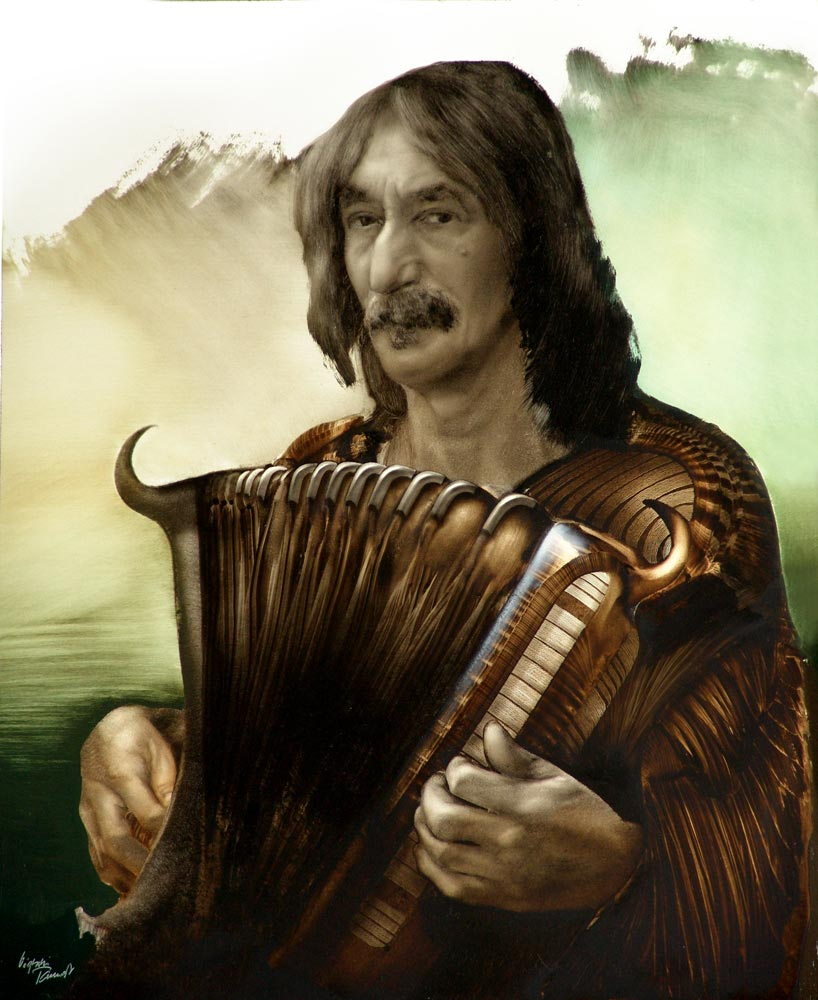
Rock Sámán - Waszlavik Gazember László
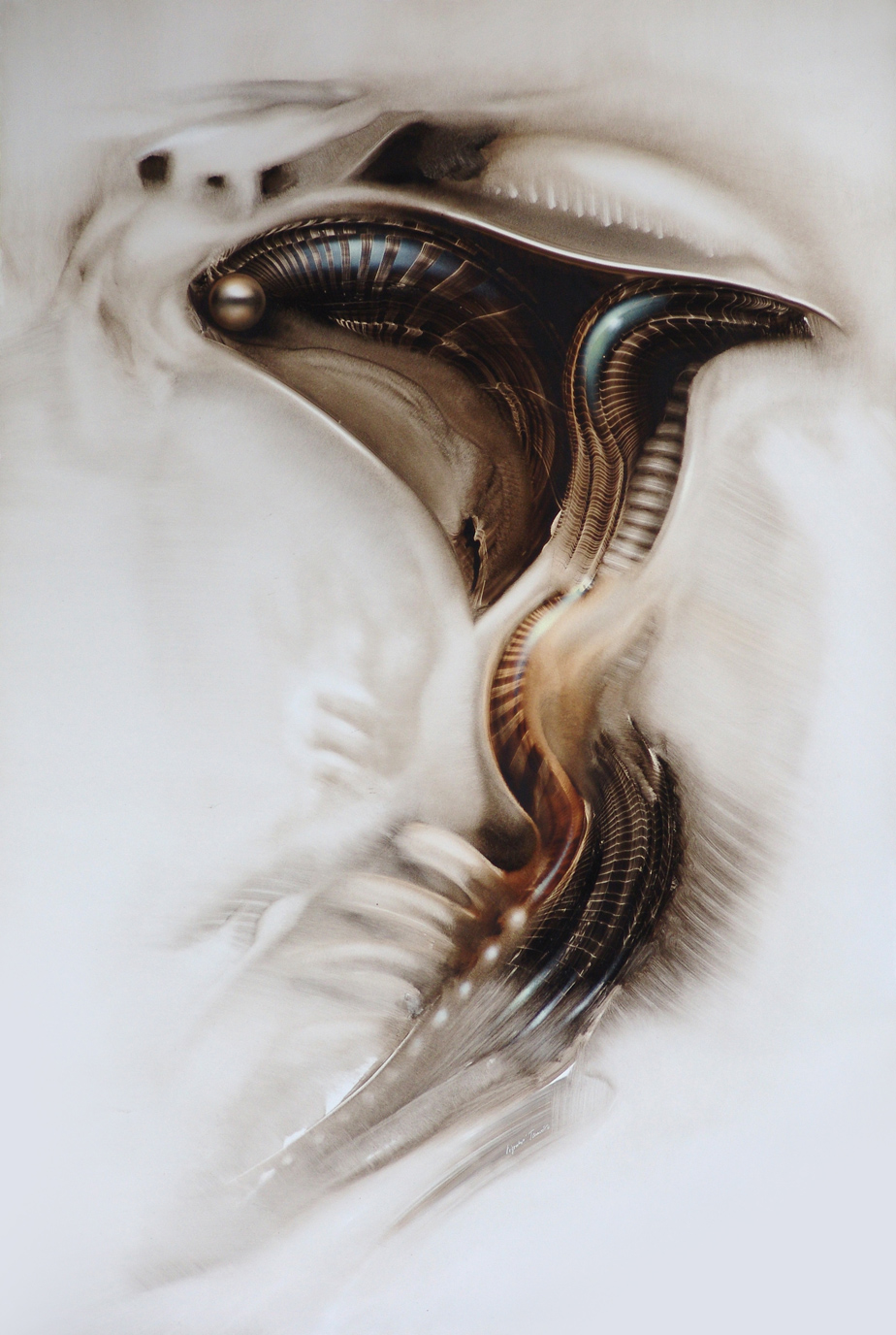
Extremophilia